# Acrolepiíneos
Acrolepiíneos (Acrolepiidae) são uma subfamília da família dos glifipterigídeos de insectos da ordem Lepidoptera.
As lagartas têm um comprimentro entre 10 a 12 mm. Os adultos são geralmente nocturnos e têm uma envergadura de asa que ronda os 17 mm.
- Género Acrolepia
  - Acrolepia aiea, Swezey 1933
  - Acrolepia alliella, Sato 1979
  - Acrolepia autumnitella, Curtis 1838
  - Acrolepia nothocestri, Busck 1914
  - Acrolepiopsis assectella, Zeller, 1839
  - Acrolepiopsis betulella, Curtis 1838
  - Acrolepiopsis incertella, Chambers 1872
  - Acrolepiopsis marcidella, Curtis 1850
  - Acrolepiopsis sapporensis, Matsumura 1931
  - Acrolepiopsis tauricella, Staudinger 1870
  - Acrolepiopsis vesperella, Zeller 1850
- Género Digitivalva
  - Digitivalva arnicella, Heyden 1863
  - Digitivalva eglanteriella, Mann 1855
  - Digitivalva granitella, Treitschke 1833
  - Digitivalva occidentella, Klimesch 1956
  - Digitivalva pulicariae, Klimesch 1956
  - Digitivalva reticulella, Hübner 1796